# أمل (فلم)
أمل هو فيلم وثائقي مصري لعام 2017، وقد عرض لأول مرة في مهرجان أمستردام الدولي للأفلام الوثائقية بتاريخ 15 نوفمبر من العام نفسه. من إخراج وكتابة محمد صيام.

## القصة
تدور أحداث الفيلم حول فتاة تدعى «أمل»، وهي مراهقة تبلغ من العمر 14 عامًا، تعيش في مصر ما بعد ثورة 25 يناير 2011. تجسد «أمل» روح التمرد على الأوضاع السائدة في بلدها، حيث تواجه مجتمعًا سريع التغير يعاني من الاضطرابات السياسية المستمرة. فقدت أمل والدها، الذي كان أكثر الأشخاص حبًا لها، كما عانت من فقدان صديقها خلال أحداث ستاد بورسعيد في عام 2012.
على مدار ست سنوات، تكافح «أمل» من أجل العثور على مكانها وهويتها كفتاة في مجتمع يهيمن عليه الذكور، وتحاول التكيف مع الظروف القاسية التي تحيط بها.

## ردود الفعل
تلقى فيلم "أمل" إشادة كبيرة من النقاد،حيث فاز بجائزة «تانيت دور» كأفضل فيلم وثائقي طويل في مهرجان قرطاج السينمائي لعام 2018. كما ترشح الفيلم لست جوائز أخرى، منها:
- جائزة مهرجان أمستردام الدولي للأفلام الوثائقية لأفضل فيلم وثائقي طويل لعام 2017.
- جائزة مهرجان شاشة آسيا والمحيط الهادئ لأفضل فيلم وثائقي طويل لعام 2018.
- جائزة المسابقة الدولية لمهرجان بيوغرافيلم لعام 2018.
- جائزة أفضل وثائقي بمهرجان مدينة لوكسمبورغ السينمائي لعام 2018.
- جائزة مهرجان شيفيلد الدولي للأفلام الوثائقية لعام 2018.
- جائزة منظمة العفو الدولية في مهرجان ثيسالونيكي للأفلام الوثائقية لعام 2018.[1]

## روابط خارجية
فيلم أمل على موقع مهرجان أمستردام الدولي للأفلام الوثائقية.
فيلم أمل على موقع قاعدة بيانات الأفلام على الإنترنت.